# José Tognola
José Tognola war ein uruguayischer Fußballspieler.

## Verein
Der im Angriff eingesetzte Tognola gehörte 1915 dem Kader Peñarol Montevideo in der Primera División an. In der Liga wurden die Aurinegros in jenem Jahr Vizemeister mit zwei Punkten Rückstand auf Nacional Montevideo. In den Jahren 1916 und 1917 spielte er dann für Reformers FC, die in diesen beiden Spielzeiten als Neunter den letzten bzw. vorletzten Tabellenplatz belegten.

## Nationalmannschaft
Tognola war auch Mitglied der uruguayischen A-Nationalmannschaft. Insgesamt absolvierte er vom 31. August 1913 bis zum 17. Juli 1916 mindestens vier Länderspiele für die Celeste, in denen er einen Treffer erzielte.
Er wirkte mit der heimischen Nationalelf aktiv bei der Copa Gran Premio de Honor Argentino 1913 und der Copa Gran Premio de Honor Uruguayo des Jahres 1915 mit. Tognola nahm überdies mit der Nationalelf an den Südamerikameisterschaften 1916 (zwei Spiele, ein Tor) und 1917 (kein Einsatz) teil. Beide Male gewann Uruguay den Titel.

## Erfolge
- Südamerikameister: 1916, 1917